# Picher (municipio)
Para el jugador de beisbol, véase: Picher
Picher es un municipio situado en el distrito de Ludwigslust-Parchim, en el estado federado de Mecklemburgo-Pomerania Occidental (Alemania), a una altitud de 55 metros. Su población a finales de 2016 era de 639 habs. y su densidad poblacional, 16 hab/km².

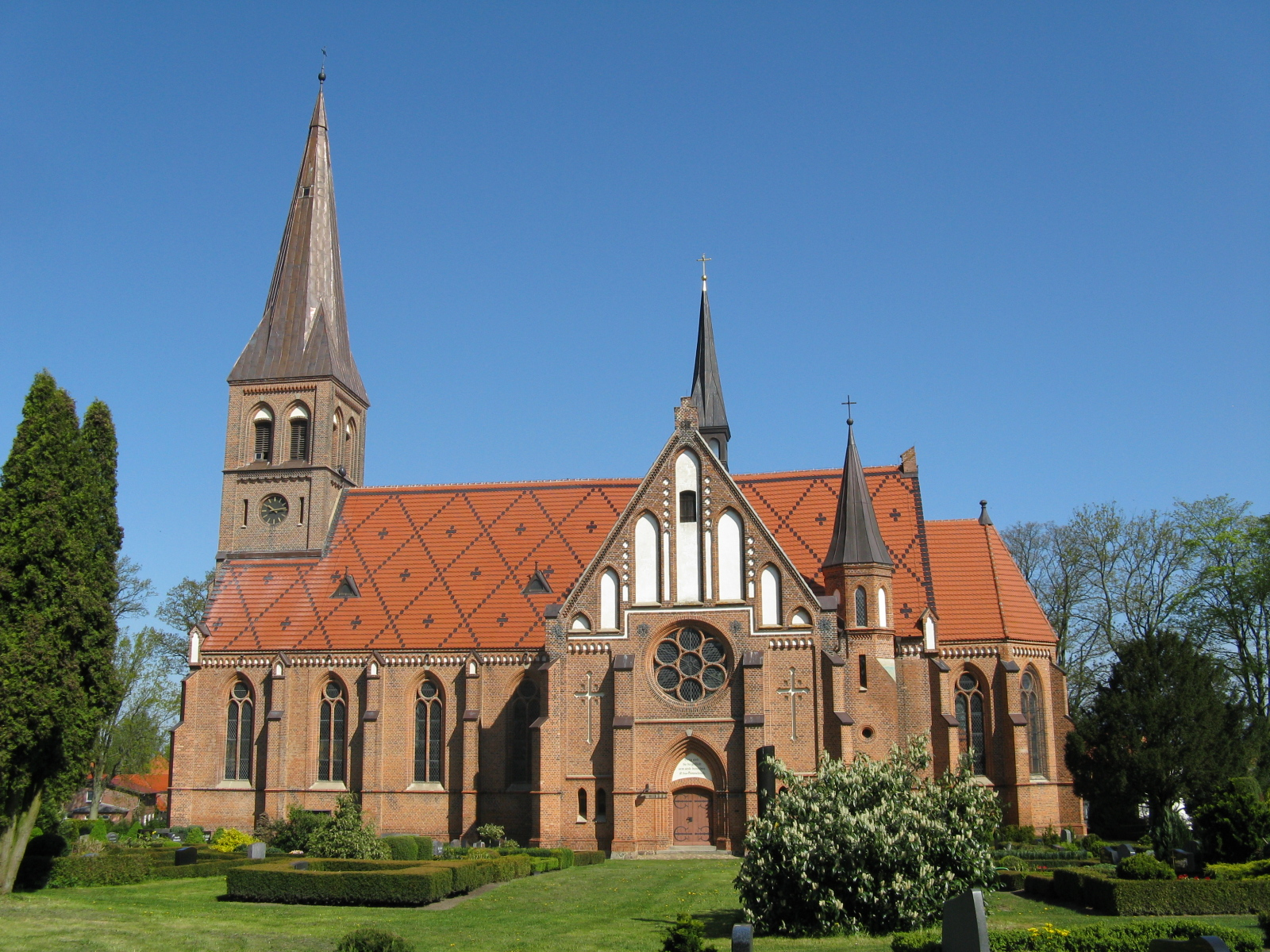
Iglesia de Picher